# Leptonetela andreevi
Leptonetela andreevi là một loài nhện trong họ Leptonetidae.
Loài này thuộc chi Leptonetela. Leptonetela andreevi được miêu tả năm 1985 bởi Deltshev.